# Judy Bounds Coleman
Judy Bounds Coleman (* 23. Dezember 1927 in Ardmore, Oklahoma; † 30. Juni 2009 im Heritage Manor in Plano, Texas) war eine US-amerikanische Sängerin und Musikprofessorin.

## Leben
Ihre Eltern waren Frank Bounds und Mattie Lee Moss Bounds. In ihrer Jugend lebte sie in Kingston, zog dann nach Madill, wo sie die Madill High School abschloss, sie graduierte an der Universität von Oklahoma zum Master der Bildenden Künste.
An der Universität unterrichtete sie für mehrere Jahre, bevor sie nach Europa übersiedelte, um dort für über 20 Jahre an verschiedenen Opern zu singen und zu unterrichten. Sie begann ihre Karriere im Sommer 1962 in Deutschland. Sie sang die Rolle der Ulrika in Verdis Maskenball in Bad Kissingen und Bad Reichenhall, ebenso die Rolle der Azucena in Il trovatore. Sechsmal trat sie als Suzuki in Puccinis Madama Butterfly auf, Weihnachten 1962 war sie als Solistin bei dem Münchner Kammerorchester engagiert. Sie war die Direktorin des englisch-amerikanischen  Kirchenchors München.
Gemeinsam mit ihrer Freundin Roberta Knie, für die sie auch eine Mentorin war, lebte sie für drei Jahre von 1974 bis 1977, während eines Engagements in Graz, in Laßnitzhöhe. Sie sang unter anderem bei der Amtseinführung des 15. Gouverneurs von Oklahoma Raymond D. Gary und unterrichtete an der University of Pittsburgh.
Nach ihrer Rückkehr aus Europa, kümmerte sie sich um den Old Homestead Place und verstarb am 30. Juni 2009 in Plano, Texas.